# Ted Murphy
Edward B. "Ted" Murphy (ur. 30 października 1971) – amerykański wioślarz. Srebrny medalista olimpijski z Sydney.
Zawody w 2000 były jego drugimi igrzyskami olimpijskimi, debiutował w 1996. Po medal sięgnął w dwójce bez sternika, partnerował mu Sebastian Bea. W 1994 zdobył srebrny medal mistrzostw świata w czwórce ze sternikiem, w 1997 był trzeci w dwójce bez sternika.